# Phosphordifluoridiodid
Phosphordifluoridiodid ist ein gemischtes Halogenid des Phosphors.

## Herstellung
Phosphordifluoridiodid kann durch Reaktion von Dimethylaminophosphordifluorid mit Iodwasserstoff hergestellt werden. So ist durch Reaktion von Dimethylamin mit einem geringen Überschuss an Phosphortrichlorid das Dimethylaminophosphordichlorid erhältlich, welches durch Reaktion mit Natriumfluorid oder Antimontrifluorid in Dimethylaminophosphordifluorid umgewandelt werden kann, welches dann mit Iodwasserstoff umgesetzt werden kann.

## Reaktionen
Die Reaktion Phosphordifluoridiodid mit elementarem Quecksilber ergibt Phosphor(II)-fluorid; mit Kupfer(I)-oxid entsteht Diphosphorsäuretetrafluorid und mit Kupfer(I)-cyanid entsteht Cyanophosphordifluorid. Phosphordifluoridiodid  addiert an die C=O-Doppelbindung von Hexafluoraceton, wobei eine P-O-Bindung ausgebildet wird.